# 路厄斯鎮 (伊利諾伊州)
路厄斯鎮（英語：Lewistown）是一個位於美國伊利諾伊州富爾頓縣的城市。根據2010年美國人口普查，該地人口為2384人，而該地的面積約為5.18平方千米。同時該地也是富爾頓縣的縣治。

## 地理
路厄斯鎮的座標為40°23′47″N 90°09′17″W / 40.39639°N 90.15472°W，而該地的平均海拔高度為178米（即583英尺）。